# Finck (sächsisches Adelsgeschlecht)

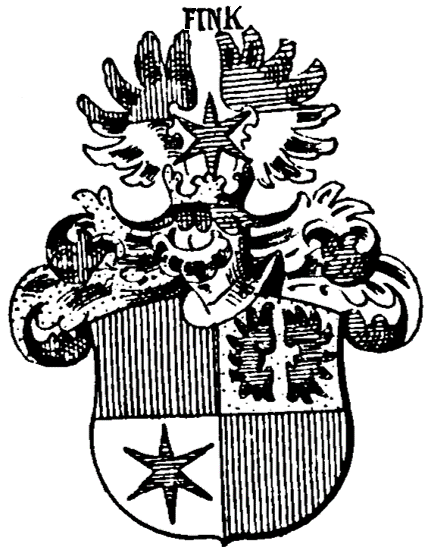
Wappen derer von Fink in Siebmachers Wappenbuch

Finck, zeitweilig auch Fink, ist der Name eines sächsischen Briefadelsgeschlechts.

## Geschichte
Das Geschlecht wurde am 1. März 1820 vom König von Sachsen in der Person des Jurastudenten Carl Eduard Finck aus Danzig in den Freiherrenstand erhoben.
Carl Eduard von Finck kaufte zunächst das Erb- und Allodialgut Kleinwaltersdorf im Bezirk des Kreisamts Freiberg. Später erwarb er in Sachsen auch die Güter Linz bei Schönfeld und Ponickau. In Ostpreußen hingegen war er ferner Herr auf Lunau. Aus seiner Ehe mit einer Erdmannsdorff-Tochter ging der Politiker Rudolf Karl von Finck hervor.

## Persönlichkeiten
- Carl Eduard von Finck (1799–1867), Jurist und Rittergutsbesitzer
- Rudolf Karl von Finck (1837–1901), Rittergutsbesitzer, sächsischer Kammerherr und Politiker

## Wappen
Blasonierung: Geviert. Feld 1 und 4 rot, Feld 2 in Gold ein offener blauer Flug, Feld 3 in Silber ein sechsstrahliger blauer Stern. Auf dem gekrönten Helm mit rechts rot-goldenen, links mit blau-silbernen Helmdecken der blaue Stern zwischen einem offenen Flug, rechts von Rot und Gold, links von Blau und Silber geteilt.